# Eastern Condors
Pour plus de détails, voir Fiche technique et Distribution.
Eastern Condors (Dung fong tuk ying) est un film hongkongais réalisé par Sammo Hung, sorti en 1987.

## Synopsis
Un commando d'élite est recruté parmi les “irrécupérables” des prisons chinoises afin d'organiser une mission suicide au sud du Viêt Nam. Chargés de détruire un arsenal apocalyptique abandonné par l'armée américaine dans une forteresse souterraine, ces mercenaires durs à cuire experts en armes à feu et en arts martiaux relèvent le défi avec l'espoir illusoire d'y regagner leur liberté et leur honneur perdu...

## Fiche technique
- Titre français : Eastern Condors (DVD) ; Condors Commando (VHS)
- Titre original : Dung fong tuk ying
- Réalisation : Sammo Hung
- Scénario : Barry Wong
- Musique : Chung Ting Yat
- Direction artistique : Yiu-Kwong But
- Décors : Lee King Man
- Montage : Peter Cheung
- Photographie : Arthur Wong
- Costumes : Ginger Fung
- Production : Leonard Ho, Jeffrey Lau, Wu Ma et Corey Yuen
- Société de production : Golden Harvest, Paragon Films Ltd., Bo Ho Films Co. Ltd.
- Pays de production : Hong Kong
- Genre : Drame, action, guerre
- Durée : 94 minutes
- Date de sortie :
  - Hong Kong : 9 juillet 1987
  - France : 1993 en VHS

## Distribution
Légende : Doublage de 1993 (Copies René Chateau Vidéo) ; Redoublage de 2007 (DVD Metropolitan Films)
- Sammo Hung (VF : Christophe Lemoine) : Tung Ming-sun
- Yuen Biao (VF : Alexis Tomassian) : Man Yen Chieh
- Haing S. Ngor (VF : Vincent Violette) : Yeung Lung
- Joyce Godenzi : Membre de la guérilla
- Chi Jan Ha : Membre de la guérilla
- Lam Ching-ying : Lieutenant Lam
- Melvin Wong (VF : Serge Faliu) : Colonel Yang
- Charlie Shin (VF : Thierry Ragueneau) : Szeto Chin
- Cheung Kwok-keung : Ching
- Billy Lau (VF : Pierre Tessier) : Ching
- Yuen Woo-ping : Yun Yen-Hoy
- Hsiao Ho : Phan Man Lung
- Corey Yuen : Judy Vu
- Chan Lung : Potato Head
- Chin Kar-lok : Nguyen Siu-tran
- Yasuaki Kurata : un soldat d'élite
- James Tien : voyou du village
- Wu Ma : un soldat vietnamien
- Dick Wei